# Old-time music
Old-time music is een Amerikaanse muziekstijl die tussen ongeveer 1923 en 1935 de dominante muziekstijl was binnen de countrymuziek. De stijl was eind 19e en begin 20e eeuw in de gehele Verenigde Staten in zwang en werd in de jaren twintig vooral geassocieerd met het zuiden.
De term komt naar boven in de tijd dat de eerste platen werden uitgegeven en de platenmaatschappijen en muziekuitgeverijen de muziekstijl nog niet goed wisten te benoemen. Andere benamingen waren in die tijd old-time singing, old-familiar tunes en songs from Dixie. De kwalificatie "old" droeg mede de betekenis van respectabel in zich, in relatie tot de betwijfelde moraal van de jazzmuziek die in die tijd in opkomst was. Tot substijlen van de old-time music worden bijvoorbeeld ook stijlen gerekend als hillbilly, bluegrass, Americana, folk, honky-tonk en gospelmuziek.
De oorsprong is terug te vinden in de Europese en Afrikaanse folktradities van waaruit zich verschillende dansen en ballads en andere liedjes ontwikkelden. Aan het eind van de 19e eeuw ontwikkelde het zich verder onder invloed van de muziekstijlen uit de blackface minstrelsy, vaudeville en de gospelmuziek. Begeleidende instrumenten zijn met name de viool (fiddle), gitaar en banjo.
Toen andere countrystijlen tijdens de jaren dertig en veertig opkwamen, kwam de old-time music op de achtergrond te staan. De televisieshow van de Stoneman Family zorgde ervoor dat de populariteit van de old-time music in de jaren zestig herleefde in het hart van de countrywereld, Nashville.